# Jaime Arana
Jaime Arana ist ein ehemaliger mexikanischer Fußballspieler auf der Position eines Stürmers. Arana stand zwischen 1974 und 1977 beim Club Deportivo Guadalajara unter Vertrag, für den er in diesem Zeitraum 41 Einsätze in der mexikanischen Primera División absolvierte und drei Treffer erzielte. Außerdem spielte Arana für den Stadtrivalen Club Atlas und den Deportivo Toluca FC.